# Vila Oma
Vila Oma o también llamado Vilac Uma (...-1540) fue el último sumo sacerdote inca y capitán general del ejército de Manco Inca, quien luchó contra los conquistadores españoles.   

## Orígenes
Descendiente de Pachacútec, fue testigo de los principales eventos iniciales de la invasión del Tahuantinsuyo. En julio de 1535, junto a Paullu Inca, acompañó a Diego de Almagro a la parte más lejana del Collasuyo. Dejando a Almagro en Tupiza, regresó prontamente al Cuzco en los primeros días del mes de marzo de 1536.
En enero o febrero de 1536, Wila Oma, desde Tupiza, emprendió discretamente su vuelta al Cuzco dejando a Paullu Inca en este lugar con la instrucción de matar a los españoles en la travesía de la cordillera del Collasuyo. Mientras tanto, a su paso, regresó comprometiendo a los curacas Collas para que respaldaran la actitud patriótica de Manko Inka. Cuando camino al Cusco, le informaron las extorsiones y vejámenes que los Pizarro habían hecho al Inka, se indignó tan grandemente que llegando a la ciudad, de inmediato el capitán Anta Allca fue a verlo. La entrevista debió ser tensa y hasta dramática. 
El cronista  Martín de Murúa dice que requiriéndolo severamente, le dijeron:
“Mira señor, que mejoir es que nos defendamos y muramos por ello, que no emos de estar toda la vida en tanta sujeción y miseria tratados como a los negros de los españolesy aún con más aspereza, y ansi alcémonos de vna vez y muramos por nuestra livertad y por nuestros hijos y mugeres” 
Según el cronista Herrera, que Wila Oma le pidió además que aprovechara la oportunidad que los españoles estaban divididos para matarlos y “salir de la terrible servidumbre” en que estaban por haber sido generosos con ellos. Titu Cusi Yupanqui, recordando estos hechos dice a su vez que su padre el Inka, en una especie de mea culpa, reconoció el error de haber permitido que estos “hijos del demonio” (supay wawakuna) entraran en la tierra y que luego de pedir disculpas, solicitó a sus capitanes que lo ayudaran contra los españoles, diciéndoles con pesar:
Por vida vuestra , que pues siempre me avéis mostrado tanto amor y deseado darme contento, en este me lo déis y sea que todos juntos así como estáis os concertéis en vno y enviéis vuestros mensajeros a toda la tierra para que de aquí a veinte días estén todos en este pueblo sin que de ello entiendan nada estos barbudos. E yo enbiaré a  Lima a Quizu Yupanqui, mi capitán que gobierna aquella tierra, avisarle que para el da que aquí diéremos sobre los españoles. Dé él allá oviere; y haciéndonos a vna él allá y nosotros acá, luego los acabaremos syn que quede ninguno y quitaremos esta pesadilla de sobre nosotros y holgarnos hemos...”. Sus capitanes, ”todos vno y a una voz respondieron que recibían de aquello mucho contento y estaban prestos y aparejados de hacer lo que mi padre les era mandado. 
Y ansi sin ninguna dilación luego lo pusieron por la obra y enviaron por sus parcialidades cada vno como le cavía la voz: de los Chinchaysuyo enbió Vila Oma, a Coyllas Y a Osca y a Coriatao y a Taipi, que truxiesen la gente de aquella parcialidad; de los Cullasuyos fue Llicsi y otros muchos capitanes para que traxiesen gente de aquella parcialidad: a Contisuyo, Surandaman (Suri Waman), Quicana (Kilkana), Suri Valpa (Suri Wallpa) y otros muchos capitanes para que todos estos cada suyo por sy juntasen la gente necesaria para el efecto.
De estos mensajeros que fueron a pregonar la guerra, unos tuvieron trágico final y otros resultaron víctimas de la traición de los curacas enemigos y de algunas amantes incas de los españoles. Incluso de la traición de Mama Kuntur Wacho, mujer que había sido de Wayna Qhapaq, que apoyó a Francisco Pizarro, amante de su hija doña Inés. Esta kuraka de Huaylas , no solamente le dio aviso de los planes del Inka sino que le ayudó con su persona y su gente para defender la ciudad de Lima, cuando fue atacada por Kusi Yupanki a fines de agosto de 1536.
Paralelamente a estas previsiones militares, el Inka utilizó también la guerra psicológica con buenos resultados. La crónica semianónima de Fray Antonio cuenta que Manko Inka ordenó a los curacas que dieran a los españoles «Noticia de los tesoros y riquezas y guacas e minas de oro que cada uno tenía en su tierra» para que sirviéndoles de anzuelo salieran del Cusco para luego matarlos. Igualmente, que instruyó a las “mujeres hermosas”y a los “yanakuna” que los ilusionaran con la supuesta riquezas en los pueblos para que cegados por la codicia se alejaran de la ciudad .
Estas medidas bélicas y psicológicas prueban plenamente, que el joven Inka no asumió una actitud derrotista ni fue un “fantoche” de los españoles, sino que asumiendo la gran responsabilidad del momento, fue el extraordinario protagonista de la historia épica del Perú.
Manco Inca y Wila Oma, tramando evadirse del Cuzco tendieron una trampa a Hernando Pizarro, para que cegado por la codicia, cayera en ella y les diera permiso para salir de esta ciudad.
Según varias versiones, el Inca, con astucia y paciencia comenzó a cebar la codicia de este capitán. Se dice que después del almuerzo en el pueblo de la Pampa Colca en el valle de Yucay, le regaló todo su “servicio de mesa” de oro y plata. En otra ocasión, le dio unas “botijas de oro en polvo”; y sus “tesoreros” Wallpa R’oqa y Pasca le entregaron a subes “treinta vigas de plata” de la “casa del sol” cada una ellas, del grosor de “una pierna de la rodilla abajo”.
Cuando el Inca se dio cuenta de que había ganado confianza de Hernando Pizarro, le puso la trampa que paciente había urdido. Le dijo que en una gran fiesta que realizaría en el valle de Yucay, sacaría de su escondrijo “la estatua de oro maciso” de su padre Wayna Qhapaq, que si le daba permiso, él se lo traería como regalo por el buen tratamiento que le había hecho. El capitán español, ofuscado por la codicia, mordió el anzuelo y sin conocimiento de sus hermanos le dejó salir del Cusco e ir a Yucay para que con la mayor presteza, le trajera aquella famosa estatua de Wayna Qhapaq.
Según la relación anónima de 1539, Manko Inca se evadió del Cusco el 18 de abril de este año de 1536 en compañía de varios de sus capitanes, con el ánimo resabiado y resuelto a ejecutar sus planes bélicos para castigar la alevosía de los Pizarro y echar a los españoles de la tierra. Una vez libre, en el pueblo de calca –a pocas leguas del Cusco- reunió a sus capitanes para que todos juntos jurasen defender la soberanía del Tawantinsuyo y luchar hasta la muerte contra los españoles y sus aliados. 
La citada relación, rememorando este hecho, refiere:
“Estando juntos muchos caciques y personas entre ellos señaladas mandó traer delante de sí dos vasos muy grandes de oro, llenos de brebaje de maíz que entre ellos se bebe, y dijo: “Yo estoy determinado de no dejar cristiano a vida en toda la sierra, y para esto quiero primero poner cerco en el Cusco; quien de vosotros pensare servirme en esto ha de poner sobre tal caso la vida; beba por estos vasos y no otra condición”. Y añade, que los capitanes y señores principales que estaban con él, juraron con unción patriótica luchar hasta la muerte para reconquistar el Tawantinsuyo, de los invasores españoles.
Este famoso juramento constituye así el primer grito de la guerra de reconquista y uno de los actos más trascendentales de la historia épica del Perú, que casi trescientos años después retumbó triunfalmente en los llanos de Ayacucho, con la derrota final y expulsión de los españoles del Perú.
En resumen, el alzamiento de Manko Inka Yupanki en 1536 tuvo así una indiscutible entraña nacionalista. Su gran decisión, constituye en la historia del Perú la prueba definitiva de que su aparente silencio y tolerancia circunstancial a los desmanes españoles fue nada más que parte de la estrategia de lucha que utilizó para echar a los invasores de Tawantinsuyo.
En 1537 Manko Inka trazó los planes para seguir la guerra y organizar la resistencia en cada una de las grandes regiones del Tawantisuyo. Wila Oma marchó al Contisuyo , Illa Thupa quedó en las comarcas de Huánuco, Tisu Yupanqui fue a la extensa región del Collasuyo y el propio Inca quedó en Vilcabamba para amagar la estratégica región central de Jauja y del Valle de Abancay.

## Fallecimiento
En septiembre del año de 1539, Francisco Pizarro para disimular el fracaso de la campaña a Vilcabamba, emprendió la ofensiva al Contisuyo con el propósito de apresar o matar Wila Oma, quien desde 1537 estaba parapetado en esta región. Aunque los datos sobre la resistencia que ofreció son todavía escasos, queda en claro que en octubre de 1539, Wila Oma el hombre más respetado del Tahuantisuyo, cayó prisionero luego de recios encuentros en su “albarrada”, donde murieron más de 200 de sus hombres peleando hasta el final contra los españoles.
Se dice que Pizarro, reconociendo la “grande autoridad” que tenía entre los incas, lo trató bien con la esperanza que con sus influencias podrían lograr que Manko Inka se rindiera para salvar la vida de la reina Cura Oqllo y de sus capitanes. Pero Wila Oma no cayendo en el juego se mantuvo firme y rechazó airadamente las presiones de Pizarro.
Francisco Pizarro, viendo que Vila Oma rechazaba entrar en su juego, entonces lo hizo matar junto a otros capitanes incas capturados, muriendo heroicamente quemado, en el 1540, al Valle de Yucay.